# Simone Chaput
Simone Chaput, née en 1954 à Saint-Boniface, est une écrivaine canadienne.

## Littérature

### Romans imprimés
- La vigne amère, 1989
- Un piano dans le noir, 1991
- Le coulonneux, 1998
- Incidents de parcours, 2000
- Santiago, 2004
- A Possible Life, 2007
- La belle ordure, 2010
- Un vent prodigue, 2013
- Une terrasse en mai, 2017
- Les derniers dieux, 2018
- Que serions-nous sans le secours de ce qui n'existe pas?, 2020
- Les mangeurs d'ortolans, 2023

### Prix
- 1989 : Prix littéraire français du Manitoba, La vigne amère[1],[2],[3]
- 1991 : Prix littéraire français du Manitoba, Un piano dans le noir[1],[2],[3]
- 1992 : Prix littéraire La Liberté, Un piano dans le noir[4]
- 2013 : Prix Champlain, Un vent prodigue[5]
- 2014 : Prix des lecteurs Radio-Canada, Un vent prodigue[6],[7]